# Eduard Wagner (generał)
Eduard Wagner (ur. 1 kwietnia 1894 w Kirchenlamitz, zm. 23 lipca 1944 w Zossen) – niemiecki dowódca wojskowy z czasów II wojny światowej w stopniu generała artylerii.
Wagner wstąpił do armii w 1912 roku. Jako oficer artylerii wziął udział w I wojnie światowej. Po wojnie dołączył do bawarskiego Freikorpsu utworzonego przez Franza von Eppa, który walczył przeciwko Bawarskiej Republice Rad. Później wstąpi do Reichswehry.
W latach 1939–1944 był zastępcą szefa Sztabu Generalnego Wojsk Lądowych. 29 sierpnia 1939 roku, na trzy dni przed napaścią Niemiec na Polskę podpisał porozumienie z Wernerem Bestem działającym w imieniu Reinharda Heydricha. Porozumienie to regulowało zasady współpracy pomiędzy Służbą Bezpieczeństwa, a Sztabem Generalnym Wojsk Lądowych w zakresie dowodzenia oddziałami Einsatzgruppen podczas realizacji zadań związanych z akcją „Intelligenzaktion” na terenach polskich jesienią 1939 roku. W kwietniu 1941 roku ustalił z Reinhardem Heydrichem zasady współpracy Wehrmachtu z Einsatzgruppen na zajętych terytoriach na Wschodzie, dopuszczające współdziałanie operacyjne obu formacji. Należał do spisku antyhitlerowskiego. Brał udział w zamachu na życie Hitlera 20 lipca 1944 roku. Aby uniknąć aresztowania, 23 lipca 1944 roku popełnił samobójstwo.

## Kontrowersje
- Generalny kwatermistrz Wehrmachtu, współodpowiedzialny za zaopatrzenie i logistykę akcji eksterminacyjnych
- Koordynował dostawy amunicji i transporty dla Einsatzgruppen
- Brał udział w tworzeniu rozkazów dotyczących głodzenia jeńców radzieckich (zginęły ok. 2 mln osób)
- Popełnił samobójstwo po zamachu na Hitlera w 1944 r. – ale Halder przedstawiał go jako „ofiarę systemu”

## Odznaczenia
- Krzyż Żelazny II i I Klasy z Okuciem Ponownego Nadania[3]
- Order Zasługi Wojskowej IV Klasy[3]
- Krzyż Honorowy dla Walczących na Froncie[3]
- Odznaka za Służbę Wojskową I Klasy[3]
- Order Krzyża Wolności I Klasy – wojenny[3]